# Carmelo Arden Quin

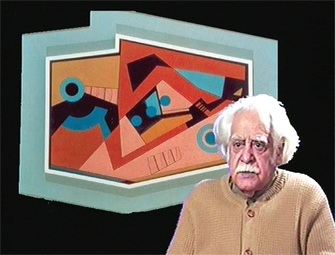
Carmelo Arden Quin

Carmelo Arden Quin, eigentlich Carmelo Heriberto Alves, (* 16. März 1913 in Rivera, Uruguay; † 27. September 2010 in Savigny-sur-Orge, Frankreich) war ein uruguayischer Künstler.

## Leben
Aufgewachsen in Brasilien, lernte er 1935 Joaquín Torres García in Montevideo kennen. Diese Begegnung war weichenstellend für sein weiteres Leben. Im selben Jahr folgte eine erste Ausstellung in Montevideo. 1944 wirkte er dann bei der Entstehung der Gruppe und gleichnamigen Zeitschrift Arturo mit. Zwei Jahre später begründete er gemeinsam mit Gyula Kosice, Diyi Laan und Rhod Rothfuss die Bewegung Madí. 1948 zog er nach Paris. Dort stellte er im Folgejahr im Salon des Réalités Nouvelles erste Bilder, Skulpturen und Reliefkunstwerke aus. 1955 kehrte er nach Südamerika zurück und rief in Buenos Aires gemeinsam mit Aldo Pellegrini die Asociación Arte Nuevo ins Leben. Bereits 1956 führte ihn sein Weg jedoch wieder zurück nach Paris. Arden Quin, der für seine Kunstwerke Materialien wie Holz, Karton, Plexiglas und Kunststoffleitungen verwendete, konnte auf zahlreiche Ausstellungen in Europa und auch Japan zurückblicken. Arden Quin war verheiratet mit Sofía Kunst an deren Seite er 97-jährig in seinem Haus in Savigny-sur-Orge bei Paris verstarb.

## Auszeichnungen
Vom uruguayischen Außenministerium wurde er mit der Medaille der Republik (Medalla de la República) ausgezeichnet. Montevideo deklarierte ihn als Ehrenbürger (Ciudadano Ilustre) und von der Regierung in Buenos Aires wurde er zum Kulturbotschafter ernannt.